# Lophuromys kilonzoi
Lophuromys kilonzoi — вид родини мишеві. L. chercherensis належить підроду Lophuromys.

## Морфологія

### Опис
Зовні не відрізняється від Lophuromys aquilus, від якого відрізняється в цілому більшими розмірами, довшими вухами і ступнями коротшими. Череп менший, писочок явно коротший, але більш широкий, верхні зуби менш кремезні.

### Морфометрія
Загальна довжина від 175 до 224 (в середньому 201) мм, довжина голови й тіла 115—139 (126) мм, довжина хвоста від 50 до 94 (75) мм, задня ступня довжиною 19.1—23.9 (21.7) мм довжина вух 15,5—21,7 (19,1) мм і вага від 40 до 74 (55) гр. Вид значно відрізняються різними розмірами від пов'язаних видів.

## Поширення
Знайдений в горах Танзанії. Цей вид є ендеміком в північно-східній Танзанії. Живе в лісах близько 1550 метрів над рівнем моря.

## Звички
Це наземний вид.